# Goran Sukno
Goran Sukno (né le 6 avril 1959 à Dubrovnik) est un joueur de water-polo croate.
Il a évolué au VK Jug et en équipe nationale de Yougoslavie avec laquelle il a remporté le titre olympique à Los Angeles en 1984.
Il est le père de Sandro Sukno.